# Vasco Núñez de Balboa
Vasco Núñez de Balboa (født 1475, død 15. januar 1519) var en spansk opdagelsesrejsende. Han var den første europæer som nåede frem til Stillehavet og erklærede det for spansk område.

## Balboas første tid i Den Nye Verden
Balboa deltog i Rodrigo de Bastidas´ ekspedition til Den Nye Verden 1499-1500. Efter ekspeditionen gik han i land i Santo Domingo og etablerede sig som encomendor. Dette gik dårligt, han endte med stor gæld, og han fik dom med forbud mod at forlade øen før gælden var betalt. Da kaptajn Ojeda dukkede op i Santo Domingo i begyndelsen af 1509 med en flåde for at kolonisere landet på sydkysten af Caribien, fik han tilbud om at deltage, men var forhindret af rejseforbuddet.

## Balboa i Santa Marta
Da Ojedas supleringsflåde under Fernandez de Enciso dukkede op i Santo Domingo nogle måneder senere, havde Balboa planer klar for at slippe væk. Han lod sig smugle ombord i Encisos skib i en tønde (sammen med hans hund!). Da flåden var i rum sø, trådte han frem og bad om nåde. Enciso var rasende, og ville sætte Balboa i land så snart de kom til Tierra Firme. Men undervejs blev de to gode venner, og Enciso indså, at Balboa var en nyttig person at have med videre, med hans erfaring fra hans tidligere rejse 1499-1500 langs de kyster, de nu var på vej mod. Han fulgte derfor med videre som en indflydelsesrig kendt mand.
Encisos flåde ankom snart til kolonien Santa Marta, som Ojeda havde grundlagt, men som allerede var forladt. På vejen havde flåden mødt de overlevende af kolonisterne på et skib, som var på vej tilbage til Santo Domingo, men som nu fik ordre om at følge Encisos flåde tilbage. Kolonien blev genopbygget, men livet var lige så miserabelt som før. Balboa hævdede, at han vidste, at der både var et bedre klima og større rigdomme at finde på Darién-kysten på vestsiden af Urabá-bugten, og kolonisterne formåede til sidst at overtale Enciso til at opgive den ulyksalige koloni Santa Marta endnu en gang og sejle vest på.

## Balboa tager magten i den nye koloni Santa Maria
Ekspeditionen krydsede Urabá-bugten, og kom hurtigt i voldsom kamp med indianere på Darién-kysten. Spaniolerne sejrede og plyndrede indianernes landsbyer, som indeholdt store værdier i guld, således som Balboa havde forudsagt. En ny koloni under navnet Santa Maria la Antigua de Darién blev etableret, og herfra fortsatte spaniolerne sine erobrings- og plyndringstogter med held. Enciso ønskede at følge en mere diplomatisk linje over for indianerstammerne i nabolaget, mens flertallet af hans mænd, med Balboa i spidsen, overkørte ham med en krigerisk linje. Encisos forsøg på at tage kontrollen ved at straffe overivrige undersåtter førte til oprør. Balboa påpegede, at de nu var uden for Ojedas og Encisos domæne, efter som de nu var på Darién-kysten, hvor Nicuesa var rettighedshaver. Enciso havde derfor ingen retmæssig myndighed i kolonien Santa Maria, og han blev arresteret og sat i fængsel. Balboa blev valgt til koloniens borgmester.
Ikke længe efter ankom en flåde med spaniolere til kolonien. Det var suppleringsflåden til Rodrigo Enrique de Colmenares, kompagnonen til Nicuesa, som havde organiseret sig på samme måde som Ojeda. Colmenares var på vej vest på for at slutte sig til Nicuesa, som havde rejst i forvejen til sit domæne Veragua og befandt sig på et ukendt sted længere mod vest. Colmenares fik at vide, hvad der var sket i kolonien, og anbefalede Balboa at sende to mand med Colmenares for at erklære koloniens loyalitet overfor Nicuesa.
Colmenares fandt til sidst Nicuesa og hans flåde i en elendig forfatning i kolonien Nombre de Dios i Mosquito-bugten og reddede dem fra en sandsynlig undergang ved sin ankomst. Repræsentanterne fra Santa Maria fremførte sit budskab, men blev overraskede over Nicuesas uventede reaktion. Nicuesa var rasende over, at kolonisterne havde taget sig til rette i Darién, og erklærede, at alle skattene, som de havde samlet sig, straks ville blive beslaglagte og kolonisterne straffede, når han ankom til Santa Maria. Med hjælp fra mænd, som var trætte af Nicuesas hårde styre, lykkedes det udsendingene fra Santa Maria at nå kolonien før Nicuesa for at varsle om det uheldsvangre resultat af mødet med Dariéns guvernør. Balboa gjorde straks forberedelser, og ved Nicuesas ankomst blev hans flåde nægtet indsejling i koloniens havn. Nicuesas flåde var igen kommet i vanskeligheder, forsyningerne, som Colmenares havde reddet Nicuesa med, var snart brugt op, og flåden var afhængig af at få hjælp i Santa Maria. Nicuesa skønnede, at han ikke havde andet at gøre end at vise ydmyghed og bede Balboa om at få lov til at slippe ind på de betingelser, han måtte stille. Balboa lod flåden finde nødhavn i Santa Maria mod, at Nicuesa forblev ombord, og mandskabet måtte slippe i land så længe, de var ubevæbnede. Balboa mødte dem med tilbuddet om at blive boende i kolonien og erklære Balboa loyalitet, mens de som valgte at følge Nicuesa måtte forlade kolonien med det samme. De allerfleste, også Colmenares, valgte at blive i kolonien, mens Nicuesa og hans loyale mænd blev placerede i et dårligt skib og sendt til havs, med Balboas hånlige ønske om lykke på rejsen tilbage til Santo Domingo. Skibet nåede aldrig frem, og ingen ved hvor, Nicuesa og hans mænd blev af.
Enciso, som var tiltænkt som "bytte" til Nicuesa hvis han havde handlet anderledes og taget imod kolonisternes loyalitets-tilbud, havde nu ikke nogen værdi. Han blev også sat ombord i et skib med sine støtter og sendt tilbage til havs. I modsætning til Nicuesa nåede hans skib Santo Domingo, og derfra rejste Enciso ved første skibslejlighed tilbage til Spanien for at formidle sin version af hændelserne i Tierra Firme med krav om, at oprørerne måtte blive straffede. Med de store afstande og den administrative træghed skulle der gå lang tid før, at der skete noget.
Balboa frygtede netop, at Enciso og Nicuesa ville igangsætte en proces mod ham, hvis de nåede hjem til Spanien, og sendte et eget skib til Santo Domingo med kongens femtedel af de erobrede rigdomme og udsendinge for derfra at rejse videre til Spanien og tale hans sag og præsentere oprørernes version af hændelserne. Dette skib nåede heller ikke frem. Det gik på grund på revene ud for Jamaica efter at have drevet for langt mod vest på vej til Santo Domingo. Mandskabet var gået ombord i redningsbåde men var drevet med den stærke strøm mod vest og havnet på Yucatan-halvøen, hvor spaniolerne blev taget til fange og straks ofret til guderne på toppen af templerne. Kun to spaniolere, Guerrero og Aguilar, formåede at flygte og levede blandt mayaerne i mange år. Aguilar skulle 8 år senere blive reddet af Hernán Cortés og få betydning som tolk under erobringen af Aztekerriget.

## Balboa opdager Sydhavet
Under Balboas ledelse fortsatte udforskningen af Darién, og indsamlingen af værdier. Hvor spaniolerne mødte modstand, blev den slået ned med hård hånd, men indianerhøvdinger, som mødte dem med venlighed, blev der indgået venskabsalliancer med. Flere gange deltog spaniolerne i lokale kampe mellem indianerstammer, hvor spaniolerne hjalp sine allierede mod deres fjender. Således sikrede Balboa sig voksende indflydelse, magt og tilgang af guld.
Efter en sådan vennetjeneste over for en høvding ved navn Comagre fik Balboa og hans mænd en gang overbragt gaver i form af smykker og andre genstande af guld. Spaniolerne begyndte at strides om fordelingen af guldet. Høvdingens søn trådte frem og kritiserede dem for deres guldtørst og påpegede, at hvis de var så ivrige efter guld, skulle de hellere rejse til Guld-landet, som lå ved det store hav på den anden side af bjergene. Denne besked vakte straks interesse, og de fik mere at vide om landet, hvor alt skulle være dækket af guld. Balboa begyndte straks at planlægge en ekspedition for at finde havet, som kunne føre dem videre til Eldorado.
Efter nøje planlægning og med hjælp fra sine allierede satte Balboa af sted over bjergene den 1. september 1513 fra sin allierede høvding Caretas landsby nogle mil nordvest for Santa Maria. Efter flere kampe med fjendtlige indianerstammer på vejen nåede ekspeditionen en bjergtop den 25. september, hvorfra de kunne se havet for første gang. De så havet syd for sig, og Balboa kaldte det derfor for "Sydhavet". Den 29. september nåede de kysten af det nyopdagede hav. Balboa vadede ud i havet, plantede kongens flag i sandbunden og erklærede på vegne af kongen hele havet for spansk. Sydhavet er det, vi i dag kalder for Stillehavet.
Balboa anskaffede kanoer fra nabolandsbyer og udforskede kysten, de var kommet til. De opdagede, at de var i en stor bugt, og Balboa døbte bugten San Miguel-bugten, efter som de var ankommet til bugten på San Miguel-dagen 29. september. Balboa plyndrede de lokale landsbyer for værdier og tog mange fanger, som han anvendte som bærere, lastede med guld, på vejen tilbage over bjergene til Santa Maria. En af opdagelserne i San Miguel-bugten var, at lokalbefolkningen var eksperter i at dykke efter perler. Dette lod Balboa udnytte i stort omfang, og han vendte tilbage til kolonien med store mængder af perler. Den 19. januar 1514 var Balboa tilbage, og han sendte straks et skib fyldt med kongens femtedel af rigdommen og med meldingen om opdagelsen af "Sydhavet", taget i besiddelse på vegne af den spanske krone.

## Balboas skæbne
I juli 1514 ankom en stor flåde med 17 skibe og 1.500 mand under ledelse af admiral Pedro Arias de Avila, som var blevet udnævnt til guvernør af Castilla de Oro, navnet kongen havde givet landområderne mellem Cabo de Vela og Nombre de dios på Tierra Firme, fastlandet på sydkysten af Caribien. Han var sendt ud af kongen som et resultat af vidnesbyrdet fra Enciso, og landet skulle nu erobres og disciplineres under kongelig kontrol. Balboa og kolonisterne tog ydmygt imod den kongelige flåde og underkastede sig den nye guvernør. Den hurtige underkastelse gjorde, at Balboa på trods af sit tidligere oprør alligevel fik lov til at beholde sin frihed. Men da det blev afsløret, at Balboa på et hemmeligt sted uden for kolonien noget senere tog imod et skib med forstærkninger fra Cuba som et led i en plan om at organisere en ny ekspedition til Sydhavet, blev Balboa arresteret for oprør. Skibet med forstærkninger blev sendt tilbage til Cuba, mens Balboa havnede i fængsel og afventede sin dom.
Men nogen straffeforfølgelse fandt ikke sted. Før det skete, ankom et skib med kongelig brev om, at kongen havde modtaget meldingen om opdagelsen af Sydhavet og store værdier i guld og perler fra Balboa. Balboa blev givet titlen adelantado af sydhavet og Avila blev beordret til at behandle ham med respekt og rådføre sig med ham i erobringen af landet. Balboa blev sat fri, og Avila indså, at det lønnede sig for ham at følge kongens ordre på alle måder. Han indgik en alliance med Balboa gennem et formelt ægteskab mellem Balboa og en af Avilas døtre, som befandt sig i Spanien, og fik dermed en svigersøn-svigerfar-relation, som blev behørig plejet. Balboa ønskede at genoptage udforskingen af Sydhavet, men guvernøren var meget skeptisk til at slippe sin svigersøn afsted. Han blev fortsat betragtet som en rival, da han var populær og respekteret blandt kolonisterne. Efter en række udsættelser fik Balboa dog tilladelse i 1518, og han igangsatte grundige forberedelser og udstyrede en stor ekspedition. I San Miguel-bugten etablerede han en egen koloni, byggede flere skuder, og sejlede ud til blandt andet Perleøerne, hvor indbyggerne var mestre i at dykke efter perler. Balboa skaffede sig store rigdomme, mens guvernøren blev mere og mere mistænksom. Balboa blev bedt om at vende tilbage til Santa Maria for at konferere med guvernøren. På vejen blev han mødt af en trop soldater, ledet af Francisco Pizarro, som havde ordre om at arrestere ham. Balboa blev ført som fange til Santa Maria og blev dømt af Enciso for oprør og forsøg på at løsrive sig fra Avila og etablere et eget styre på Sydhavskysten, hvilket Balboa nægtede, at han havde gjort. Balboa blev ført tilbage til sin egen koloni ved Sydhavet, hvor han blev halshugget i januar 1519, til skræk og advarsel for Balboas følgesvende.